# Hugues Lagrange
Ne doit pas être confondu avec Pierre Lagrange.
Pour les articles homonymes, voir Lagrange.
Hugues Lagrange, né le 15 août 1951 à Bourg-sur-Gironde, est un sociologue français, directeur de recherche au CNRS.

## Biographie
Il est le petit-fils de Léo Lagrange (sous-secrétaire d'État aux sports et à l'organisation des loisirs dans les gouvernements du Front populaire de 1936 à 1938).
Après des études en économétrie à l'Université Paris X Nanterre, il poursuit ses études à Sciences Po Paris (1975-1977), il obtient en 1981 une licence de mathématiques à l'Université Paris VI. En 1981, il soutient sa thèse de doctorat en sciences politiques intitulée Etiologie du mouvement des grèves en France: 1890-1975 qu'il a rédigé sous la direction de Frédéric Bon (1943-1987) le fondateur du département "Analyses quantitatives" au CERAT de l'IEP de Grenoble.
Il a passé sept ans au Centre de Recherche sur le Politique, l'Administration et le Territoire (CERAT) et à l’IEP de Grenoble, où il enseignait. Il est rattaché depuis 1989 à l’Observatoire sociologique du changement (OSC) à Paris (Centre national de la recherche scientifique-FNSP), comme spécialiste de la délinquance des jeunes et des politiques pénales. Il est membre du CRIS (Centre de Recherches sur les Inégalités Sociales), qui a remplacé l'OSC à Sciences Po, Paris.

## Le Déni des cultures
Il fait polémique en 2010 en publiant Le Déni des cultures, plaidant pour une prise en compte du facteur culturel dans les difficultés d'intégration de certains jeunes issus de l'immigration. L'ouvrage paru en septembre 2010 connaît un certain écho médiatique. Le livre présente 350 pages de données quantitatives et qualitatives, recueillies pendant 7 ans auprès d’un échantillon de plus de 4 000 jeunes.
Hugues Lagrange part du constat statistique qu'il y a, parmi les « mis en cause » dans les procès-verbaux de police judiciaire (antérieurement à toute décision judiciaire donc, sachant qu'une personne suspectée est présumée innocente), une surreprésentation de jeunes personnes issues du Sahel africain, pour ensuite chercher les causes de ce phénomène. En plus de l'influence de l'origine sociale, il estime que des différences culturelles (mais pas ethniques) expliquent cette situation. Selon lui, les familles de ces jeunes « mis en cause » sont en difficulté financière, sans formation et avec une appréhension très limitée de la culture du pays d'accueil, ce qui affecte les jeunes à travers leur socialisation familiale. Pour pallier ce problème, Lagrange préconise un accroissement des politiques d'intégration, notamment en favorisant l'éducation (il insiste particulièrement, dans ces cas-là, sur le rôle des mères avec lesquelles il faudrait, selon lui, « travailler en amont ») et en stoppant la ségrégation urbaine, ou ghettoïsation, ce phénomène ne permettant pas de gommer les différences culturelles. Il souhaite également la reconnaissance en tant que telles des minorités.
Selon le magazine Marianne, « ses conclusions vont à l'encontre de la grande majorité des travaux sur la banlieue, qui expliquent son délitement par des facteurs sociaux ». Pour cette raison, parmi ses collègues, « l'hostilité est majoritaire ».
Odile Journet-Diallo ethnologue du Centre d'études des mondes africains réfute la notion de modèle sahélien qui ne « tient pas » car il n'implique aucune culture commune et unifiée, elle reproche aussi le seul usage de l'outil statistique[source insuffisante].
Éric Fassin reproche à cet ouvrage Le Déni des cultures une approche culturaliste et conteste les chiffres de cet ouvrage en parlant « d'approximation » et « d'une volonté de grossir le problème ». Sébastien Fath, se rangeant du côté d'Hugues Lagrange dénonce « la tentative de lynchage médiatique » qu'il oppose à la « réflexion nuancée, étayée, éclairante, pragmatique, dépourvue de toute idéologie péremptoire » de l'auteur. Il juge le propos d' Éric Fassin « particulièrement nauséabond, à la fois dans ses caricatures de la pensée de Lagrange, ses amalgames douteux… et dans ses sous-entendus politiciens. » Pour Christian Godin, l'ouvrage « n'a rien à voir avec cette espèce d'épouvantail confectionné par les adversaires du sociologue ni avec les slogans auxquels on a voulu réduire son travail. »

## Une perspective anthropologique
- Si vous ne connaissez pas le sujet, laissez ce bandeau (vous pouvez alors contacter les auteurs).
- Si vous supprimez le contenu mis en cause (vous pouvez préalablement contacter les auteurs),

argumentez précisément cette suppression dans la page de discussion
(un manque de référence n'est pas un argument ; une recherche réelle de référence doit avoir été effectuée, être formellement documentée).
Hugues Lagrange s'inscrit dans une perspective d'anthropologie qui était chère à Frédéric Bon. Il a effectué au cours des années 1987-2016 plusieurs séjours longs en Inde, au cours desquels il a notamment collaboré au département de sociologie de l'université de Pune (Maharashtra).  Là, il s'interroge sur les raisons de la présence encore perceptible à la fin des années 1980 dans le sous-continent d'un "holisme", imprégnant les comportements et les mentalités, qui contraste singulièrement avec l'individualisme européen. Souffrant d'anxiété, il aperçoit dans l'évolution des grandes catégories de maladies un indicateur robuste du degré d'individualisation des sociétés. La nosographie des pathologies, dominée autrefois par la prévalence des maladies communicables   est dominée depuis le milieu du XXe siècle en Occident par la prévalence des maladies chroniques, non-communicables.  Les pathologies infectieuses sont encore très présentes en Inde à la fin du XXe siècle, mais un basculement des pathologies communicables, témoins d'un sort partagé, s'opère aujourd'hui dans les pays émergents, semblable à celui observé dans les pays occidentaux. Pour le sociologue ce basculement renvoie là-bas comme ici à une individualisation des mœurs. 
Cette observation amène Hugues Lagrange à se passionner pour la génétique et la neurophysiologie, qui offrent un point de vue sur l'individualisation des mœurs d'une rare acuité. Les travaux sur l'entrée dans la sexualité et les recherches sur la socialisation dans les quartiers pauvres trouvent alors un pont de convergence dans une réflexion anthropologique, où les apports de la génétique et de la neurobiologie viennent croiser une réflexion psychosociologique. En témoignent ses ouvrages récents : Les maladies du bonheur  (2020) et La peine et le Plaisir (2025) publiés aux PUF.
Il collabore à la revue de Sciences Humaines, Esprit, think-tank d'une nouvelle gauche, au rôle de « carrefour intellectuel ». Il fut un des auteurs de la « République des Idées », collection du Seuil dirigée par Pierre Rosanvallon et Thierry Pech,.    

## Publications

### Ouvrages
- La peine et le plaisir. Dépression, addiction, obésité, Paris, PUF, 2025
- Les maladies du bonheur, Paris, PUF, 2020
- En terre étrangère : vies d'immigrés du Sahel en Ile-de-France, Paris, Gallimard, 2013
- Le déni des cultures, Paris, Éditions du Seuil, 2010
- L’épreuve des inégalités, PUF, coll. « Le Lien social », 2006
- avec Marco Oberti (dir.), Émeutes urbaines et protestations, Presses de Sciences Po, coll. « Nouveaux débats », 2006
- Demandes de sécurité, Paris, Seuil, coll. « République des idées », 2003
- De l’affrontement à l’esquive : violences, délinquances et usages de drogues, Paris, Syros, 2001
- Les adolescents, le sexe et l’amour, Paris, Syros, 1999
- avec B. Lhomond (dir.), L’entrée dans la sexualité, La Découverte, 1997
- La civilité à l’épreuve, PUF, 1995

### Rapports de recherche
- Enquête sur les risques urbains, Rapport pour la Fondation MAIF et la ville d’Amiens, 2000, 131 p.
- Absentéisme, conduites délictueuses et délinquance juvénile à Mantes la Ville et aux Mureaux, Rapport au GIP Droit et Justice, 2000, 101 p.
- La déscolarisation dans le Mantois, Rapport de recherche pour la DIV, 2002, 85 p.

### Articles (sélection)
- Avec Lincoln Quillian, « Socioeconomic Segregation in Large Cities in France and the United States », Demography, vol. 53, n° 4, 2016, p. 1051-1084.
- « Réponse à Didier Fassin », Revue française de sociologie, 2011
- « Réussite scolaire et inconduites adolescentes : mixité et capital social », Sociétés contemporaines, 2010
- « Émeutes, ségrégation urbaine et aliénation politique », Revue française de science politique, n° 58 (3), 2008, p. 377-401
- avec Nicolas Herpin, « La victimation de proximité, les précautions et la peur. Étude sur la cohésion sociale de voisinage », Revue économique, n° 56 (2), 2005, p. 285-312
- « Crime et conjoncture économique », Revue Française de Sociologie, 42-1, 2001.